# Ciclone Charlotte (2009)
O ciclone Charlotte (designação do JTWC: 07P) foi o sexto ciclone tropical e o terceiro sistema dotado de nome da temporada de ciclones na região da Austrália de 2008-09. Charlotte formou-se a partir de um cavado de monção situado sobre o golfo de Carpentária em 8 de janeiro. Seguindo lentamente para leste-sudeste e para leste, o sistema começou a se intensificar gradualmente assim que cruzava o golfo. Assim que se aproximava da costa oeste da península do Cabo York, o sistema se intensificou para o ciclone tropical Charlotte. Charlotte continuou a seguir para leste, atingindo a costa australiana, perto da foz do rio Gilbert, durante seu pico de intensidade, com ventos máximos sustentados em 10 minutos de 85 km/h, segundo o Centro de Aviso de Ciclone Tropical (CACT) de Brisbane, Austrália.
Charlotte causou fortes chuvas, principalmente no norte do estado australiano de Queensland, que causou severas enchentes na região. Cerca de 3.500 residências foram inundadas. A maré de tempestade associada também causou enchentes costeiras. Comunidades ficaram isoladas depois que enxurradas danificaram várias rodovias. Os prejuízos econômicos diretos causados pela tempestade totalizam 26 milhões de dólares australianos (cerca de 17,3 milhões de dólares).

## História meteorológica

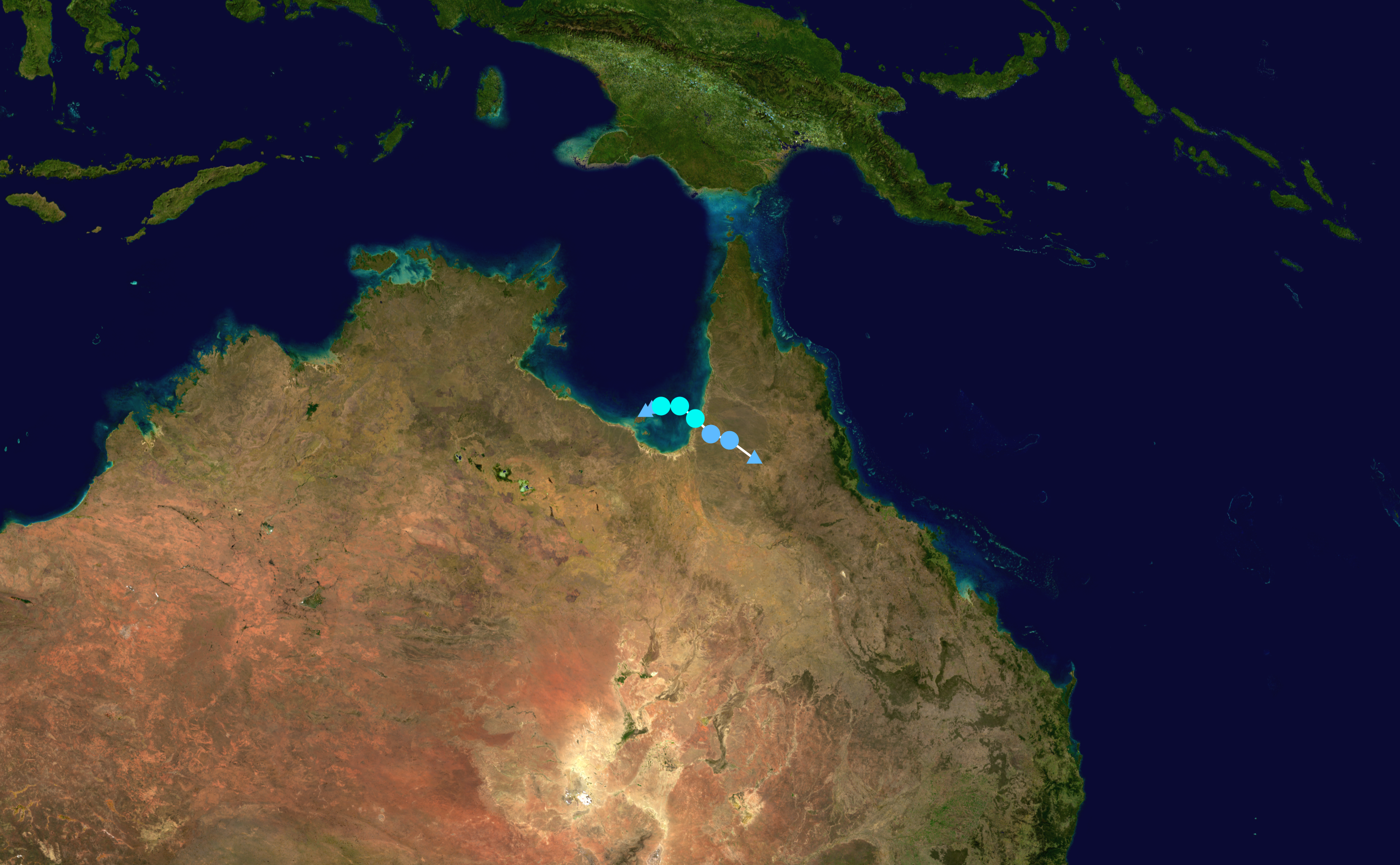
O caminho de Chalotte

Em 8 de janeiro, o Centro de Aviso de Ciclone Tropical (CACT) de Darwin, Austrália, identificou a formação de uma baixa tropical sobre o golfo de Carpentária. A partir de então, o sistema parou de mostrar sinais de organização enquanto permanecia praticamente estacionário sobre o golfo. Em 10 de janeiro, o CACT de Brisbane desclassificou o sistema para uma fraca baixa tropical. No entanto, com excelentes condições meteorológicas, como baixo cisalhamento do vento e bons fluxos de saída, melhorados por uma alta subtropical situada ao sul do sistema, o sistema voltou a mostrar sinais de organização e começou a se intensificar rapidamente a partir das primeiras horas (UTC) de 11 de janeiro. Com isso, o CACT de Brisbane classificou o sistema para o ciclone tropical Charlotte. Horas depois, o Joint Typhoon Warning Center (JTWC) emitiu um "Alerta de Formação de Ciclone Tropical" (AFCT), indicando que um ciclone tropical significativo poderia se formar naquela região dentro de um período de 24 horas. Durante aquela manhã, o JTWC emitiu o seu primeiro aviso regular sobre o ciclone tropical 07P. Seguindo para leste-sudeste pela periferia de uma área de alta pressão quase equatorial, Charlotte logo fez landfall na costa oeste da península do Cabo York, próximo à foz do rio Gilbert, com ventos máximos sustentados de até 85 km/h, segundo o CACT de Brisbane, durante seu pico de intensidade.
A partir de então, Charlotte começou a se enfraquecer devido à interação com terra. Com isso, o JTWC emitiu seu aviso final ainda durante a noite de 11 de janeiro. Durante as primeiras horas da madrugada (UTC) de 12 de janeiro, o CACT de Brisbane desclassificou Charlotte para uma baixa tropical remanescente.

## Preparativos, impactos e consequências
Charlotte, além de uma ativa monção na região, causou fortes chuvas no estado australiano de Queensland, que causaram severas enchentes. Cerca de 3.500 construções foram inundadas. Vários sistemas de drenagem, além de rodovias, foram danificados pela enxurrada. Com isso, várias comunidades ficaram isoladas. As cidades de Cairns, Port Douglas e Mossman foram severamente inundadas. A costa oeste de Queensland foi afetada por fortes marés de tempestade, que provocaram inundações costeiras. Uma estação meteorológica em Cabo Tribulation, ao norte de Cairns, registrou 436 mm de precipitação, a maior dos últimos 28 anos. 12 comunidades declararam estado de emergência e serviços de gerenciamento de emergência foram ativados. Os prejuízos causados pelas enchentes chegaram a cerca de 17,3 milhões de dólares.
O Centro de Gerenciamento de Emergências e Mitigação de Desastres Naturais da Austrália (NDRRA) proveu assistência financeira para as pessoas afetadas pelo ciclone, 765 dólares australianos para cada família. Além disso, as localidades de Barcoo, Boulia, Burke, Carpentaria, Cloncurry, Diamantina, Doomadgee, Etheridge, Flinders, McKinlay, Mount Isa, Richmond, Winton, Cairns, Cassowary Coast, Croydon, Tablelands e Hinchinbrook declararam estado de emergência, ficando disponíveis para recepção de esforços de ajuda.